# تعليم هنري آدمز

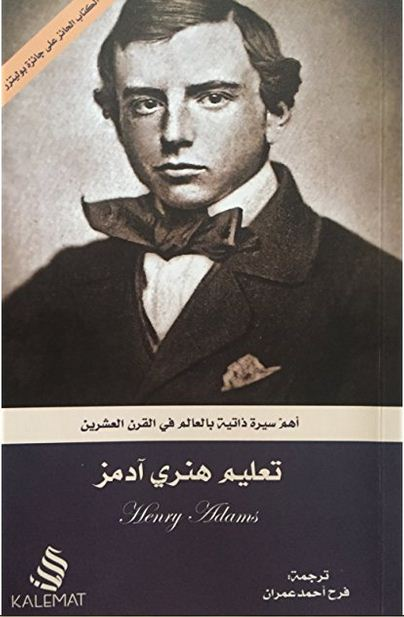
كتاب تعليم هنري آدامز، ترجمة فرح أحمد عمران

تعليم هنري آدمز (بالإنجليزية: The Education of Henry Adams) هو كتاب يسجل كفاح مواطن بوسطن هنري بروكس آدمز (1838-1918)، في السنوات الأخيرة من حياته، ليتعايش مع بزوغ فجر القرن العشرين، الذي يختلف كثيرا عن عالم شبابه. وهو أيضا نقد حاد للنظرية والممارسة التربوية القرن التاسع عشر. في عام 1907، بدأ آدامز بتعميم نسخ خاصة من طبعة محدودة ومطبوعة على نفقته الخاصة. لم ينشر بشكل تجاري حتى العام 1918 بعد وفاة صاحبه، وفاز عندها بجائزة بوليتزر 1919. وضعته المكتبة الحديثة في المركز الأول ضمن قائمة أفضل مائة عمل غير خيالي باللغة الإنجليزية في القرن العشرين.
نقلته إلى العربية المترجمة السوريّة فرح أحمد عمران، وصدر الكتاب عن دار كلمات الكويتية.

## روابط خارجية
- تعليم هنري آدمز على موقع الموسوعة البريطانية (الإنجليزية)